# Tertschite
La tertschite è un minerale.